# توماس جی. وین
توماس جی. وین (انگلیسی: Thomas G. Wynn؛ زادهٔ ۶ اکتبر ۱۹۴۹) دانشمند دکترا در زمینه انسان‌شناسی و باستان‌شناس است.

## نظر در مورد خلاقیت نئاندرتال‌ها
توماس جی. وین انسان‌شناس و فردریک ال. کولیج روان‌شناس از دانشگاه کلرادو، کلرادو اسپرینگز می‌گویند که نئاندرتال‌ها صنعتگران ماهری بودند که می‌توانستند مهارت‌های چشمگیری را از طریق تمرین به دست آورند، اما هیچ خلاقیتی نداشتند.